# Биточки
Сегодня обедают здесь Клеопатра и Голицын, ровно в пять часов. Как всегда, были ленивые щи, пирожки, битки с жареным картофелем, а потом папара Клеопатры.
Бито́чки, битки́ (от «битое мясо») — блюдо русской кухни в виде небольших рубленых котлет плоско-круглой формы толщиной 2—2,5 см и диаметром 6 см из мясной или рыбной котлетной массы в панировке.
Название блюда утратило первоначальный смысл: под биточками в России в XVIII веке подразумевались медальоны — блюдо французской кухни в виде круглых отбивных котлет из вырезки, но без косточки. В XIX веке в силу дефицита пригодного мясного сырья биточки стали рублеными. «Краткая энциклопедия домашнего хозяйства» 1960 года считает, что мясные биточки отличаются от котлет только круглой формой. По мнению Н. И. Ковалёва, между биточками и котлетами существуют два различия. Русские котлеты помимо традиционной овальной формы с одним заострённым концом обязаны иметь поджаристую хрустящую корочку, поэтому котлеты никогда не сервируют под соусом. Биточки же обычно подают в красном или белом соусе с разнообразными гарнирами или даже после обжарки с двух сторон припускают до готовности в соусе.
В «Подарке молодым хозяйкам» 1861 года Е. И. Молоховец приводит несколько рецептов рубленых биточков из телятины и курятины под соусом. Рубленые битки в сметане из говядины или телятины после обжарки на сковороде доводили до готовности в кастрюле на малом огне залитыми в сметане. Говяжьи рубленые битки долгоруковские после обжарки начиняли фаршем из копчёного мяса, отварного языка и курятины. Именные куриные «скобелевские биточки с горошком», напоминающие пожарские котлеты, названы в честь генерала М. Д. Скобелева и появились в Московском Английском клубе во время всеобщего патриотического подъёма, сопровождавшего вступление России в Первую мировую войну. Запеканием, характерным для русской кухни, готовили биточки по-казацки, в печи в гречневой или рисовой каше с обжаренным луком и под сметаной или сметанным соусом. Ныне забытое блюдо пользовалось огромной популярностью в начале XX века, было дежурным во всех чайных и трактирах и символом русской кухни для иностранцев. В советской ресторанной кухне биточки по-казацки запекали в порционных сковородках по три штуки на припущенном с томат-пюре рисе посыпанными тёртым сыром. Известны также рецепты биточков с лазанками и биточков, запечённых в пресном сдобном или слоёном тесте. На одну порцию обычно приходится два биточка. Их также сервируют в качестве горячей закуски.
Русские и советские кулинарные книги содержали рецепты биточков не только из мяса или рыбы, но и из рисовой, пшённой, манной и дроблёной ячневой каш, в которые ещё в горячем виде перед формованием добавляли для связки сырые яйца. Биточки обваливали в сухарях и затем обжаривали на растительном или сливочном масле с обеих сторон. Такие биточки подавали без гарнира, но почти всегда с луковым, грибным или сметанным соусом, а также в качестве десерта — со сладким фруктовым или ягодным. В холодном виде крупяные биточки подавали с сырой сметаной или посыпанными сахаром. В кулинарном справочнике, изданном в Нью-Йорке в 1974 году, биток определили как русский гамбургер, тушенный в сметане. 